# Graugrüne Säbelschrecke
Die Graugrüne Säbelschrecke (Barbitistes yersini, Syn.: Barbitistes dalmatinus) gehört innerhalb der Unterordnung der Langfühlerschrecken zur Unterfamilie der Sichelschrecken (Phaneropterinae).

## Merkmale
Die Graugrüne Säbelschrecke ähnelt der Laubholz-Säbelschrecke, ist jedoch größer: Beide Geschlechter werden zwischen 20 und 30 Millimetern lang. Die Grundfarbe ist graugrün oder fast schwarz bis dunkelgrün. Der Hinterleib und der Thorax sind mit kleinen dunklen Punkten überzogen. Auf jedem Segment des Hinterleibs liegt eine schwarze Querbinde, die sich auf der Oberseite verbreitert. Die Flügel sind am Innen- und Außenrand gelb und innen rotbraun. Von den roten Fühlern über den Thorax und bis zu den Flügeln zieht sich ein dunkel gesäumtes Band. Der Hinterrand des Halsschildes ist oft schwarz. Die Graugrüne Säbelschrecke besitzt eine hellbraune obere Kopfhälfte und eine rötlich getönte Untere. Auf den Oberschenkeln ihres letzten Beinpaars befinden sich ein gelbgrüner und ein schwarzer Streifen. Die Gelenkregionen der anderen Beinpaare sind dunkelbraun oder schwarz. Die Unterschenkel sind rot bis orange gefärbt. Weibchen sind blasser und weniger kontrastreich gefärbt als Männchen. Häufig fehlen ihnen die schwarzen und roten Partien am Körper. Ihr Legebohrer ist an den Rändern der Spitze gezähnt. Die Cerci des Männchens sind dunkelrot und leicht s-förmig gebogen.

## Lebensweise und Verbreitung
Die Graugrüne Säbelschrecke ist oft auf niedrigen Sträuchern zu finden. Sie bewohnt Waldränder, Lichtungen und stark bewachsene Wiesen. Ihr Verbreitungsgebiet erstreckt sich von der östlichen Adriaküste von Griechenland über Makedonien, Serbien und Montenegro und Bosnien und Herzegowina bis Kroatien. Die Schrecke kommt auch auf den Inseln des Adriatischen Meeres vor. Sie lebt häufig im gleichen Lebensraum wie die Dunkle Säbelschrecke. Die Imagines treten von Juli bis August auf, vereinzelt auch noch im September.